# Goodyera pendula
Goodyera pendula är en orkidéart som beskrevs av Carl Maximowicz. Goodyera pendula ingår i släktet knärötter, och familjen orkidéer. Inga underarter finns listade i Catalogue of Life.